# Josep Sanyas
Josep Sanyas ou Joseph Sanyas, né le 26 septembre 1861 à Saint-Laurent de la Salanque (Pyrénées-Orientales) et mort le 4 juin 1912 à Perpignan, est un militaire et poète français d'expression catalane.

## Biographie
Militaire, il effectue plusieurs séjours dans les colonies françaises, notamment en Indochine où il publie son recueil de poésie La Guida y'n sazo en 1906. Il est fait chevalier de la Légion d'honneur en 1899. Membre de la Société d'études catalanes depuis 1907, il collabore à la Revue catalane, aimant à prendre le pseudonyme « Lo Minyó d'en Mottes ».

## Œuvre
- (ca) La Guida y'n Sazo, conte del sigle XIX, Saïgon, impr. de Coudurier et Montegout, 1906.
- (ca) L'Illa de Vi : conte de la vora del foc, Perpinyà, Imprenta d'En Joseph Payret, 1908 (lire en ligne).